# 楊諒
楊 諒（よう りょう、575年 - 605年）は、隋の文帝楊堅の五男。漢王に封ぜられたが、乱を起こして庶人に落とされた。字は徳章。またの名は傑。

## 経歴
楊堅と独孤伽羅の間の子として生まれた。開皇元年（581年）、隋が建てられると漢王に封じられた。開皇12年（592年）、雍州牧となり、上柱国・右衛大将軍の位を加えられた。1年余りして左衛大将軍に転じた。開皇17年（597年）、并州総管として出鎮し、河北の52州を麾下に置いた。開皇18年（598年）、高句麗遠征において行軍元帥となり、兵を率いて遼水まで進んだが、疫病の蔓延のため撤退した。開皇19年（599年）、突厥の侵入を受けると、楊諒は行軍元帥となったが、出兵することはなかった。
楊諒は太原において精兵をたくわえ、軍備を整えた。南朝梁の王僧弁の子の王頍や陳の旧将の蕭摩訶といった人物を部下に持った。皇太子の楊勇が讒言により廃されると、楊諒は不満をためこみ、密かに謀反を企むようになった。蜀王楊秀が罪を受けて廃位されると、楊諒の不安はますます高まった。
仁寿4年（604年）、文帝が死去すると、煬帝が楊諒を召還しようとしたが、楊諒は赴くことなく、ついに起兵して叛いた。総管司馬の皇甫誕が諫めたが、楊諒は怒って彼を収監した。王頍は全軍をもって関中を突くか、もしくは旧北斉の地に割拠するという2策を示したが、楊諒は選ぶことができず、2策を併用することとなった。総管府兵曹の裴文安が、兵を分遣して要路を守り各地を攻略させ、裴文安を先鋒として楊諒自身は関中に向かうように進言すると、楊諒は裴文安の進言を採用した。自らの任じた大将軍の余公理には太谷を出て河陽に赴かせ、大将軍の綦良には滏口を出て黎陽に赴かせた。大将軍の劉建には井陘を出て河北の地を攻略させ、柱国の喬鍾葵には雁門に出させた。裴文安を柱国に任じて、紇単貴・王聃・茹茹天保・侯莫陳恵らには長安に向かわせた。
蒲津まで100里余りのところにきて、楊諒は考えを変え、紇単貴に命じて黄河の橋を落として蒲州を守らせ、裴文安を召還した。裴文安は諫めたが、楊諒は答えず、王聃を蒲州刺史とし、裴文安を晋州刺史とし、薛粋を絳州刺史とし、梁菩薩を潞州刺史とし、韋道正を韓州刺史とし、張伯英を沢州刺史として守らせた。
煬帝は楊素に騎兵5000をつけて派遣した。楊素は王聃・紇単貴を蒲州で撃破した。楊素は4万の兵を率いて太原に向かい、趙子開を高壁で撃破した。楊諒は楊素の進軍を蒿沢で阻止しようとしたが、大雨に遭い、王頍の諫めも聞かずに軍を返して、清源に退き守った。楊素が清源に進撃すると、楊諒の率いる軍は隋の官軍と対戦して、死者1万8千人を出した。楊諒は并州に撤退し、楊素が兵を進めて并州を包囲した。楊諒は逼塞して楊素に降伏した。隋の百官は楊諒の罪が死罪に相当すると上奏したが、煬帝は兄弟の情において忍びないとして、楊諒の官爵を剥奪して庶人に落とした。楊諒は幽閉の末に死去した。
子に楊顥があり、禁錮を受けていたが、宇文化及の乱のときに殺害された。

## 伝記資料
- 『隋書』巻45 列伝第10
- 『北史』巻71 列伝第59